# الكنيسة الإريترية الكاثوليكية
الكنيسة الإريترية الكاثوليكية هي كنيسة كاثوليكية شرقية تتمتع بالحكم الذاتي في شراكة تامة مع الكرسي الرسولي، مقرها في أسمرة، إريتريا. تأسست في عام 2015 عن طريق فصل أراضيها عن أراضي الكنيسة الإثيوبية الكاثوليكية وإنشاء كنيسة مستقلة في إريتريا.
مثل الكنائس الكاثوليكية الشرقية الأخرى، الكنيسة الكاثوليكية الإريترية في شراكة كاملة مع الكرسي الرسولي، حيث تتمتع بإدارة مستقلة مع الاعتراف بالرئاسة العالمية للبابا. تميزها هذه النقاط عن كنيسة التوحيد الأرثوذكسية الإريترية، وهي كنيسة أرثوذكسية شرقية تضم معظم المسيحيين في البلاد، وتتبع كلا الكنيستين الطقوس الليتورجية الإسكندرية وتستخدم اللغة الجعزية، وهي لغة سامية خرجت عن الاستخدام الشائع منذ عدة قرون. ترتكز هذه الطقوس على الليتورجية القبطية.

## التاريخ

### ما قبل القرن العشرين
في عام 1839 وصل جيوستينو دي جاكوبيس، القس الإيطالي اللِّعازريّ، كمبشّر إلى منطقة من القرن الإفريقي أصبحت الآن إريتريا وشمال إثيوبيا. فضّل القس استخدام الطقوس الليتورجية المحلّية التي تعتمد اللغة الجعزية بدلاً من الطقوس الرومانية اللاتينية. اجتذب تبشيره عددًا كبيرًا من الكهنة والسكان المحليين للدخول في شراكة كاملة مع الكنيسة الكاثوليكية. تُوفّي عام 1860 في هالاي، بالقرب من هيبو، في المنطقة الإدارية الجنوبية لإريتريا.
في عام 1869، بدأت إيطاليا في احتلال إريتريا وفي عام 1890 أعلنت أنها مستعمرة إيطاليّة، مما عزّز هجرة الإيطاليين إليها. أنشأ الكرسي الرسولي في 19 سبتمبر 1894 الولاية الرسولية لإريتريا، وأوكلها إلى الكبوشيين الإيطاليين، وبالتالي تمّت إزالة إريتريا من أراضي النيابة الرسولية الحبشية التابعة للفنسنتيين، الذين كانوا في الغالب فرنسيين. في العام التالي، طرد حاكم المستعمرة ما تبقى من الكهنة الفينستيين لاشتباهه في تشجيعهم المقاومة المسلحة للإريتيريين.
كان معظم السكان المحليين الذين تحولوا إلى الكاثوليكة أعضاءً في الكنيسة القبطية الأرثوذكسية، التي أصبح الجزء الإثيوبي منها يسمّى كنيسة التوحيد الأرثوذكسية الإثيوبية عندما منحها البطريرك سيريل السادس، بابا الكنيسة القبطية الأرثوذكسية في الإسكندرية، حكمًا ذاتيًا في منتصف القرن العشرين. احتفظ معتنقو الكاثوليكية بطقوس الكنيسة القبطية المتمثّلة في استخدام اللغة الجورجية القديمة، مما أدى إلى ظهور طائفة كاثوليكية داخل المجتمع الإثيوبي.

### النصف الأول من القرن العشرين

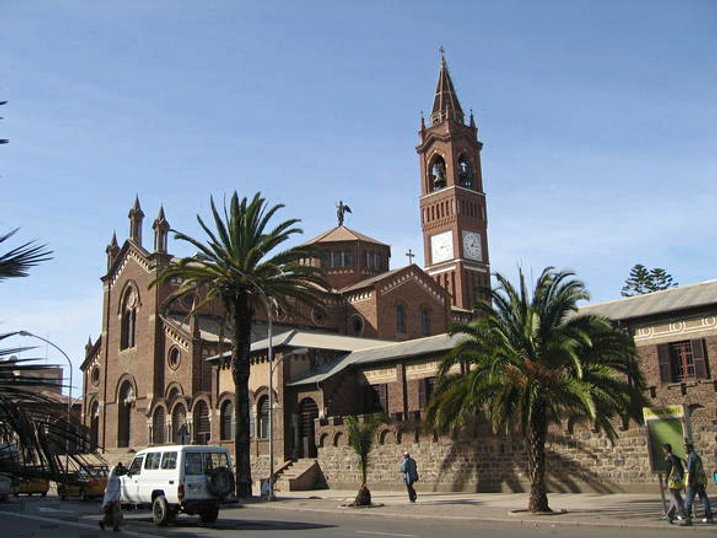
الكنيسة التي كانت المقر السابق للنيابة الرسولية في إريتريا

رفع الكرسي الرسولي ولاية إريتريا إلى منصب نيابة رسولية يرأسها أسقف فخري، في عام 1911. وبعد ذَلك، أُصدرَ مرسوم بابوي بتأسيس الكنيسة الإثيوبية الكاثوليكية يوم 4 يوليو 1930، شملت ولايتها القضائية كل من إثيوبيا وإريتريا، ممّا أزال التبعية القضائية لكاثوليك إريتريا إلى النائب الرسولي. في ذلك الوقت، كان عدد الكاثوليك أقل من 3٪ من سكان إريتريا.
تنعكس الأهمية الكبرى لدور الكنيسة اللاتينية في ذلك الوقت بتأسيس كاتدرائية سيدة الصلوات الضخمة التي اكتملت عام 1923 وأصبحت مقرّاً للنيابة الرسولية، وما زالت تُلقّب بالكاتدرائية رُغم زوال النيابة الرسولية.

### التبعية لإثيوبيا
في بداية الأربعينيات، كان ما يقارب 28٪ من سكان إريتريا الإيطالية، التي كانت جزءًا من مستعمرة شرق أفريقيا الإيطالية منذ عام 1936، من الكاثوليك؛ معظمهم من اللاتين والمستوطنين الإيطاليين. كان هناك انخفاض واضح في عدد الإيطاليين بعد نهاية الحرب العالمية الثانية، عندما كانت إريتريا في البداية تحت الإدارة العسكرية البريطانية. أظهر التعداد البريطاني لعام 1949، أن العاصمة أسمرة كانت تحوي 17،183 إيطاليًا فقط من إجمالي عدد السكان البالغ 127،579 نسمة. تسارع رحيل الطليان أكثر عندما أصبحت إريتريا تحت السلطة الإثيوبية في نهاية عام 1950.
في 31 أكتوبر 1951، ترفّعت رتبة الكاثوليك في كل من إثيوبيا وإريتريا إلى نيابات أسقفية، وفي 25 يوليو 1959، تم تغيير اسم النيابة اللاتينية لإريتريا، إلى النيابة الرسولية في أسمرة، وكان عدد أتباعها في انخفاض متزايد.

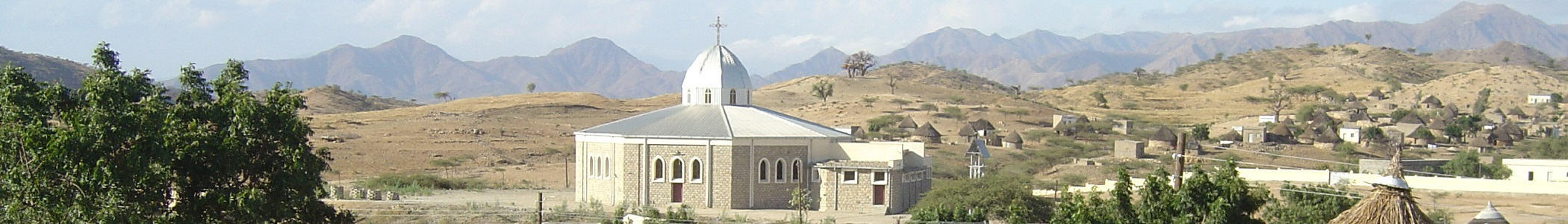
الكنيسة الكاثوليكية في هاليب مينتل التابعة لأبرشية كرن

بدأت حرب الاستقلال الإريترية في وقت لاحق من ذلك العام، وانتهت في عام 1991 بفوز إريتري حاسم.

### استقلال إريتريا

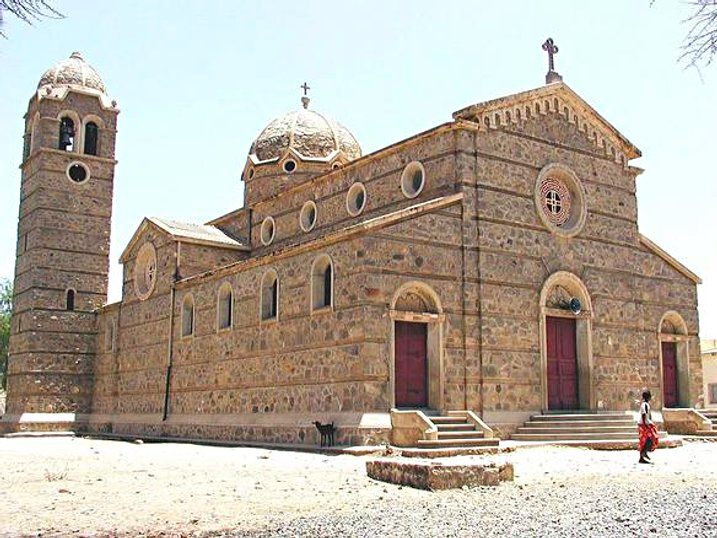
كنيسة لاتينية في جنوب شرق أسمرة

في 21 ديسمبر 1995، تحت قيادة البابا يوحنا بولس الثاني، استُحدثت أبرشيتين جديدتين في إريتريا، مقرّهما على التوالي في كرن وبارنتو. وبعد ذلك، أُلغيت النيابة الرسولية في أسمرة. وهكذا كانت السلطات القضائية للكنيسة الكاثوليكية في إريتريا في يد الكنيسة الإثيوبية الكاثوليكية، مما جعل إريتريا البلد الوحيد الذي أصبح فيه جميع الكاثوليك، بمن فيهم اللاتين، معهودين لأحد الأساقفة الشرقيين، الذي هو الأسقف الكاثوليكي الإثيوبي.
في 24 فبراير 2012، أنشأ البابا بندكت السادس عشر أبرشية رابعة مقرها في مدينة ساخنتي بعد اقتطاع أراضٍ من أبرشية أسمرة آنذاك.
في 19 يناير 2015، تحت قيادة البابا فرنسيس، تأسست الكنيسة الكاثوليكية الإريترية ككنيسة أسقفية مستقلة مقرها الأساسي أسمرة، وأصحبت الأبرشيات الإريترية الثلاثة الأخرى تابعة لها، بشكل منفصل عن الكنيسة الإثيوبية.

## الأبرشيات
توجد أربع أبرشيات في إريتريا:

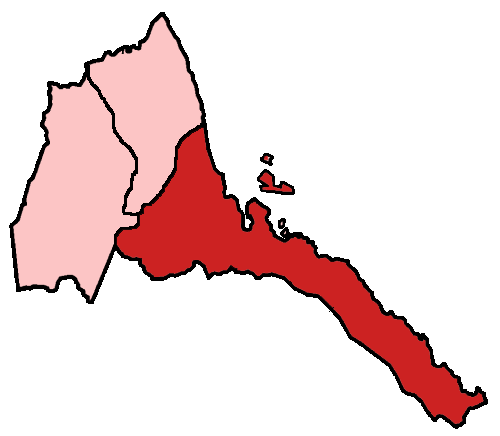
الأبرشيات الكاثوليكية الإريترية من 1995 إلى 2012. باللون الأحمر أبرشية أسمرة، والتي تم اقتطاع أجزاء منها لصالح إنشاء أبرشية ساخنتي عام 2012، في الشمال أبرشية كرن، وفي الغرب أبرشية بارنتو.

المنطقة الإدارية الجنوبية في إريتريا، التي تقع فيها كاتدرائية ساخنتي، مقرّ الأبرشية.

- المركز الأسقفي، وهيَ أبرشية أسمرة.[19]
- أبرشية بارنتو، وينتمي غالبية أتباعها إلى شعب كوناما.[20]
- أبرشية كرن، يتبع لها حوالي 12٪ من السكان.[21]
- أبرشية ساخنتي، تقع في المنطقة الإدارية الجنوبية الإريترية.[22]

## العلاقات مع الحكومة الإريترية
منذ عام 2004، أدرجت وزارة الخارجية الأمريكية إريتريا كدولة "ذات شأن خاص" فيما يتعلق بالحرية الدينية. ومع ذلك، فإن تقريرها يشير إلى أن الكنيسة الكاثوليكية مُنحت بعض الحقوق المحدودة التي لا تُمنح للطوائف الدينية الأخرى، مثل إذن استضافة بعض رجال الدين الوافدين لتلقي التمويل من الكرسي الرسولي، والسفر لأغراض دينية والتدريب الكنسي ضمن مجموعات صغيرة والحصول على إعفاءات من الخدمة العسكرية للطلّاب الرُهبان والراهبات". وتُعتبر الخدمة العسكرية في إريتريا مُلزمة لجميع الرجال والنساء، الذين تتراوح أعمارهم بين 18 و 40 وغالبًا ما تكون مدة الخدمة طويلة.
أصدر الأساقفة الكاثوليك في 25 مايو 2014، وهوَ يوم الذكرى 23 لاستقلال إريتريا، رسالة رسمية من 17 صفحة، رأى البعض أنها تنتقد الحكومة. وتحدث الأساقفة عن هجرة العديد من الشباب الإريتريين الذين يخاطرون بحياتهم على أمل المغادرة إلى بلدان أخرى. وكرّروا ما كتبوه عام 2001: «لا أحد يترك أرضاً من الحليب والعسل للبحث عن بلد آخر يقدم نفس الخدمات. إذا كان وطن الفرد مكانًا للسلام والوظائف وحرية التعبير، فلا يوجد سبب لتركه يعاني من المشقة والوحدة والنفي في محاولة للبحث عن فرص الحياة في بلد آخر». وتحدثوا أيضًا عن «الوهم الناتج عن عدم تحقيق الغايات المقترحة للفرد، وعدم جدوى تطلعاته، فهو يتطلع إلى الأراضي البعيدة كبديل وحيد لتحقيق الذات، ممّا يجلب مزيدًا من الإحباط واليأس. يجد الناس أنفسهم ينظرون إلى أُفُق يزداد قتامة وصعوبة دائمًا. إلى جانب ذلك، فإن تفكك الوحدة الأسرية داخل البلاد - بسبب الخدمة العسكرية غير المحدودة من حيث الوقت والمكافأة النقدية، ومن خلال سجن العديد من الشباب - يلجب البؤس لمُختلف العائلات، كما أن تفكك هذه الوحدة له عواقب وخيمة على المستوى الاقتصادي وكذلك على المستويين النفسي والعقلي».

## روابط خارجية
- معاناة الكنيسة الكاثوليكية في أرتريا – وكالة زاجل الإريترية للأنباء
- أبرشية كيرين
- كاتدرائية أسمرة
- الأحداث الأخيرة للأساقفة الإريتريين
- الكنائس الكاثوليكية الشرقية: إحصائيات 2014